# 弗氏佐劑
弗氏佐劑（Freund's adjuvant），是含有抗原的矿物油乳浊液，用來作為免疫刺激剂，是用於動物實驗的佐劑，可分為完全佐劑與不完全弗氏佐劑。完全弗氏佐劑（Freund's Complete Adjuvant，簡稱CFA或FCA）中含有滅活或是乾燥的分枝杆菌属（一般會是結核桿菌），而不完全弗氏佐劑不含分枝杆菌成份。